# En kvinna ombord
En kvinna ombord är en svensk dramafilm från 1941 i regi av Gunnar Skoglund.

## Om filmen
Filmen premiärvisades den 29 oktober 1941 på biografen Grand i Stockholm. Som förlaga har man författaren Dagmar Edqvists roman Rymlingen fast från 1933. Inspelningen av filmen skedde med ateljéfilmning vid Sandrew-Ateljéerna i Stockholm med exteriörer från Gävle samt till sjöss längs svenska ostkusten av Hilding Bladh. 
En kvinna ombord har visats i SVT i maj 2025.

## Roller i urval
- Edvin Adolphson – kapten Ulf Åkesson, befälhavare på lastångaren Ethel
- Karin Ekelund – Ingrid Ekberg, sjukgymnast
- Hampe Faustman – Martin Frost, skeppsbruten
- Sten Larsson – Anton Stillman, skeppsbruten
- Sigge Fürst – Johansson, förste styrman
- Knut Burgh – andre styrman
- Däcksfolk:
- Åke Grönberg – Andersson, matros
- Gunnar Sjöberg – Blomqvist, matros
- Björn Berglund – Fredlund, matros
- Julia Cæsar – Mammy, kocka
- Emil Fjellström – Gustav Emanuel Blom, matros
- Tom Walter – Jakobson, matros
- Wiktor Andersson – Boman, matros
- Artur Rolén – Jansson, rorgängare
- Maskinfolk:
- Yngwe Nyquist – Mäster, maskinchef
- Gunnar Höglund – Nilsson, maskinelev
- Per Bergström – Berggren, maskinist
- Nils Karlsson – Henrikson, maskinist

## DVD
Filmen gavs ut på DVD 2016.